# Kolff (Adelsgeschlecht)

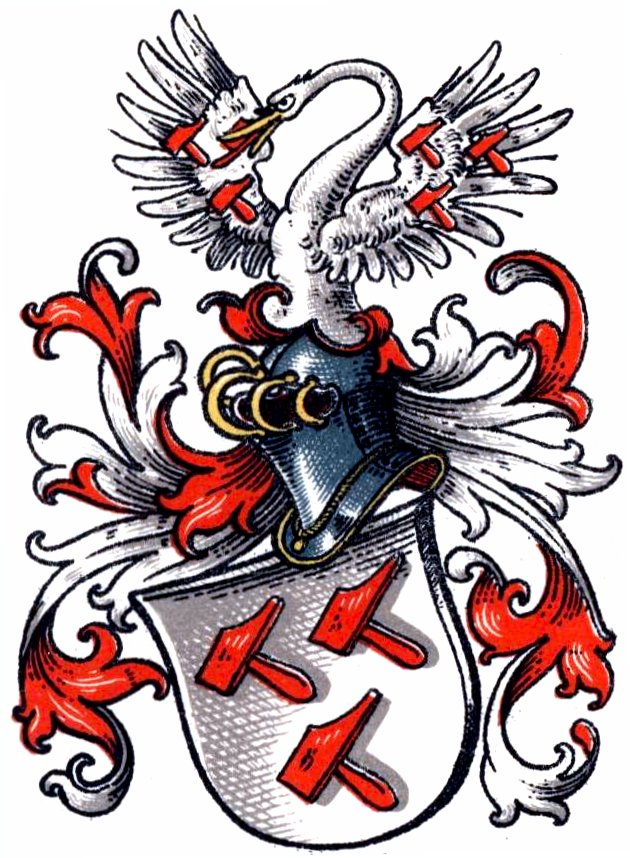
Wappen derer von Kolff im Wappenbuch des Westfälischen Adels

Kolff (auch Kolf und Kolff von Vettelhoven) ist der Name eines rheinländischen Adelsgeschlechts.

## Geschichte
Das Uradels- und Freiherrengeschlecht, das mit Herman Kolvo erstmals 1228 erscheint, besaß im Rheinland u. a. Ahrweiler (urkundl. 1252–1429), Altenahr (1488) im Kreis Ahrweiler, Blens (1500) im Kreis Gemünd, Burg Hausen (1600–1700), Reuschenberg (1640) im Kreis Bergheim, Schweppenburg (1488–1550) im Landkreis Mayen, Schloss Vettelhoven (1430–1684) im Kreis Ahrweiler sowie Winterburg (1620) im Kreis Wipperfürth. Außerdem saß es auf Haus Hameren in Billerbeck.
Anton Fahne postuliert aufgrund der Wappenverwandtschaft mit den Anfang des 15. Jahrhunderts ausgestorbenen Burggrafen von Hammerstein einen agnatischen Zusammenhang der beiden Geschlechter.
Die Familie erlosch im Mannesstamm mit dem Tod von Clemens Goswin von Kolff im Jahr 1832.

## Persönlichkeiten
- Hendrik von Kolff zu Vettelhoven, 1612–1631 Komtur der Kommende Ramersdorf
- Wilhelm Dietrich von Kolff zu Vettelhoven, 1672–1677 Komtur der Kommende Ramersdorf, 1691–1717 Komtur der Deutschordenskommende Siersdorf
- Franz Nikolaus von Kolff zu Vettelhoven, 1767–1770 Komtur der Kommende Ramersdorf, 1770–1771 Komtur der Deutschordenskommende St. Aegidius in Aachen

## Wappen
Blasonierung: In Silber drei (2:1) schrägrechts liegende rote Hämmer. Auf dem Helm ein wachsender, silberner Schwan, jeder Flügel mit den Hämmern belegt. Die Helmdecken sind rot-silbern.